# Rosemary DiCarlo
Rosemary DiCarlo (née en 1947) est une diplomate américaine.

## Biographie
Rosemary DiCarlo  est membre du Service extérieur des États-Unis et occupe divers postes à l'étranger dans les ambassades des États-Unis à Moscou et Oslo.
De 2010 à 2014, elle est représentante adjointe auprès des Nations unies. À ce titre, elle exerce brièvement la fonction d'ambassadrice des États-Unis auprès des Nations unies après la démission de Susan Rice, lors de sa prise de fonction comme conseillère à la sécurité nationale en juin 2013. En juillet 2013, Rosemary DiCarlo occupe le poste de présidente du Conseil de sécurité des Nations unies.
Le 28 mars 2018, elle est nommée secrétaire générale adjointe aux affaires politiques et à la consolidation de la paix par le secrétaire général des Nations unies, António Guterres. Elle est la première femme à occuper cette fonction.